# Дин О’Горман
Дин О'Горман (енгл. Dean O'Gorman) је глумац, уметник и фотограф са Новог Зеланда. Рођен је 1. децембара 1976. у Окланду.

## Изабрана филмографија
| Улоге Дина O'Гормана |                             |               |       |          |
| Година               | Српски назив                | Изворни назив | Улога | Напомена |
| 2001.                | Змијска кожа                |               | Џони  |          |
| 2002.                | Играчка љубави              |               | Бен   |          |
| 2010.                |                             |               | Крис  |          |
| 2012.                | Хобит: Неочекивано путовање |               | Фили  |          |
| 2013.                | Хобит: Шмаугова пустошења   |               | Фили  |          |
| 2014.                | Хобит: Битка пет армија     |               | Фили  |          |